# Лаптева, Леся Михайловна
Ле́ся Миха́йловна Ла́птева (укр. Лаптєва Леся Михайлівна; род. 11 марта 1976, Джамбул, Казахская ССР) — политический деятель, депутат I созыва Народного Совета самопровозглашённой Луганской Народной Республики, депутат Союза Народных Республик (Новороссия), министр образования и науки Луганской Народной Республики (2014—2015).

## Биография
Родилась в городе Джамбул, Казахской ССР (ныне Тараз). В 1977 году семья переехала в город Краснодон, Луганской области (ранее Ворошиловградская область). В 1993 году окончила школу получив полное среднее образование.
Окончила магистратуру ЛНУ им. Тараса Шевченко на кафедре института истории, международных отношений и социально.
В 2011 году вступила в Партию регионов. В 2013 году — помощник-консультант депутата Краснодонского городского совета VI созыва от Партии регионов. С 24 февраля 2013 года была активным участником всех протестных движений и митингов против Евромайдана.
Участвовала в протестах на Юго-Востоке Украины. Участвовала в организации референдума о статусе Луганской области, была председателем территориальной избирательной комиссии № 95 города Краснодон и Краснодонского района. 29 апреля 2014 года — принимала участие в штурме Луганской областной администрации.
24 мая 2014 года была избрана Министром образования науки, культуры и религии Луганской Народной Республики. В августе 2017 года была объявлена в розыск по статье «Похищение или повреждение документов, штампов, печатей либо похищение акцизных марок, специальных марок или знаков соответствия». По данным прокуратуры ЛНР, Лаптева завышала количество учеников и студентов на территории ЛНР, получая на несуществующих лиц гуманитарную помощь из России, которую затем присваивала, также она похитила гербовую печать Министерства образования и науки ЛНР.
По состоянию на 2022 год работает в созданном фонде «Мир Детям», в Москве.

## Санкции
Из-за поддержки российско-украинской войны находится под персональными санкциями ряда стран. 29 декабря 2014 года внесена в санкционный список стран Евросоюза за поддержку действий и политики, которые подрывают территориальную целостность, суверенитет и независимость Украины. 17 февраля 2015 года попала под санкции Канады за дестабилизацию ситуации на востоке Украины. По аналогичным основаниям находится под санкциями Великобритании, Швейцарии, Украины, Австралии и Японии.